# Live & Learn (Vixen)
| Recensione | Giudizio |
| ---------- | -------- |
| AllMusic   |          |

Live & Learn è il quarto album in studio del gruppo musicale statunitense Vixen, pubblicato nel novembre 2006 in Europa e nel gennaio 2007 negli Stati Uniti. L'album è stato registrato dalla nuova formazione del gruppo nata nel 2001 che include come unico membro originario la chitarrista Jan Kuehnemund.

## Tracce
Testi e musiche di Jan Kuehnemund e Jenna Sanz-Agero, eccetto dove indicato.
1. Anyway – 3:34
2. Live & Learn – 3:12
3. I Try – 3:53
4. Little Voice – 3:47
5. Pacifist – 3:50 (Kuehnemund, Eden Stollman, Liz Larin)
6. Don't Want It Anymore – 3:55
7. Love Song – 3:27
8. Angry – 3:14 (Kuehnemund, Sanz-Agero, Lynn Louise Lowrey)
9. I'm Sorry – 3:04
10. You Wish – 3:44 (Kuehnemund, Lowrey)
11. Suffragette City – 3:25 (David Bowie)
12. Give Me Away – 4:36

## Formazione
Vixen
- Jenna Sanz-Agero – voce
- Jan Kuehnemund – chitarra, cori
- Lynn Louise Lowrey – basso, cori
- Kathrin Kraft – batteria, cori

Altri musicisti
- Chris Fayz – tastiere in Little Voice e Give Me Away
- Randy Wooten – tastiere in Suffragette City
- Paulie Cerra – sassofono in Suffragette City
- Robert Lear – cornamusa in Give Me Away

Produzione
- Dennis MacKay – produzione, ingegneria del suono, missaggio
- Brian Gardner – mastering